# Mosa (Unterbreizbach)
Mosa is een dorp in de Duitse gemeente Unterbreizbach in  Thüringen. De gemeente maakt deel uit van het Wartburgkreis.  Het dorp wordt voor het eerst genoemd in een oorkonde uit 1328. In 1975 werd Mosa samengevoegd met Sünna, dat in 1996 opging in Unterbreizbach.